# Последняя ставка мистера Энниока
«Последняя ставка мистера Энниока» (другое название — «Поединок») — украинский советский художественный кинофильм, поставленный режиссёром Владимиром Гардиным в 1922 году на ялтинской киностудии ВУФКУ по рассказу Александра Грина «Жизнь Гнора».
Фильм не сохранился.

## Сюжет
В центре картины — забастовка рабочих, организованная инженером завода. Инженер — руководитель забастовщиков — играл с предпринимателем в карты, причём ставкой в игре была жизнь. Фабрикант, проигравший, стремясь оплатить карточный долг, спровоцировал рабочих-забастовщиков и погиб от их рук.

## В ролях
| Актёр            | Роль                    |
| ---------------- | ----------------------- |
| Иона Таланов     | фабрикант мистер Энниок |
| Олег Фрелих      | инженер из рабочих Гнор |
| Зоя Баранцевич   | куртизанка Кармен Редж  |
| Василий Ковригин | рабочий                 |